# ВМЗ-34
ВМЗ-34 (водомаслозаправщик обр. 1934 года) — водомаслозаправщик, специальная аэродромная машина на автомобильном шасси предназначенная для подогрева воды и масла и заправки в полевых условиях ими самолётов, автомобилей и другой техники. Применялась на всём протяжении Великой Отечественной войны.

## Технические описание
Водомаслозаправщик монтировался на шасси автомобилей ЗИС-5 или ЗИС-6 (ВМЗ ЗИС-6) и представлял собой цистерну разделённую на большую ёмкость для воды (1100 литров) и малую для масла (750 литров). В задней части конструкции была оборудована жаровня для подогрева масла и воды, её форсунки получали бензин из специального бака ёмкостью 60 литров. В состав ВМЗ входили контрольно-измерительные приборы, механические насосы Ш200 с приводом от двигателя через трансмиссию, ручные насосы «Новая Иматра» № 2, трубопроводы, электрическое и противопожарное оборудование. Цистерна изолировалась слоем войлока и фанеры. Сверху машина обшивалась тонким листовым железом.

## ТТХ (ВМЗ ЗИС-6)
- Длина: 6 130 мм
- Ширина 2 275 мм
- Высота: 2 275 мм (с откинутой дымовой трубой)
- Масса без нагрузки: 6 225 кг
- Масса с полной нагрузкой: 8 000 кг
- Ёмкость масляной секции: 750 л
- Ёмкость водяной секции: 1 100 л
- Ёмкость бака для автомобиля: 100 л
- Ёмкость бака для подогрева: 60 л
- Число форсунок: 3 шт[1]